# François Antoine Léonard Siau
François Antoine Léonard Siau, né le 6 novembre 1743 à Perpignan (Roussillon) et décédé à une date inconnue, est un homme politique français.
Négociant à Perpignan, il est député des Pyrénées-Orientales de 1791 à 1792.